# Liste der Ehrenbürger von St. Ingbert
Die Liste der Ehrenbürger von St. Ingbert beinhaltet Persönlichkeiten, die Ehrenbürger von St. Ingbert sind.
- Friedrich von Rudolph (* 4. Mai 1860 in Speyer; † unbekannt), Bergmeister
- Heinrich Kraemer (* 3. August 1829 in St. Ingbert; † 15. Februar 1912 in St. Ingbert), Hüttenwerksbesitzer
- Cyprian Fröhlich (* 20. März 1853 in Eggolsheim; † 6. Februar 1931 in München), Kapuziner
- Otto Brauner, Pfarrer
- Karl Becker (* 3. September 1853; † 1938), Brauereibesitzer
- Peter Eckhard (* 19. Dezember 1886 in Quirnheim; † 29. Dezember 1971 auf Maria Rosenberg), Dekan, Geistlicher Rat und Päpstlicher Hausprälat
- Wolfgang Krämer (* 16. Juni 1885 in St. Ingbert (Schnappach); † 31. Oktober 1972 in Gauting bei München), Historiker
- Adolf Rickert, Rechtsanwalt
- Sr. Maria Spiridion (* 23. Oktober 1871 als Maria Keller in Pfronten; † 15. Oktober 1965), Krankenschwester
- Karl Uhl (* 30. November 1886; † 15. Dezember 1966), Heimatdichter
- Georg Bleif, Bürgermeister
- Franz Josef Kohl-Weigand (* 26. Dezember 1900 in Ludwigshafen am Rhein; † 15. März 1972 in St. Ingbert), Kunstsammler
- Gustav Lauer (* 15. Mai 1889; † 29. Mai 1964), Pfarrer
- Peter Josef Oberhauser (* 13. August 1899 in Rohrbach; † unbekannt), Pfarrer
- Elisabeth Koelle-Karmann (* 1. Mai 1890 in St. Ingbert; † 1. Juni 1974 in Altomünster), Malerin und Gattin des Bildhauers Fritz Koelle
- Fritz Koelle (* 10. März 1895 in Augsburg; † 4. August 1953 in Probstzella)
- Albrecht Herold (* 20. August 1929 in St. Ingbert; † 2. Juli 2025), Politiker